# John-Erik Thun
John-Erik Thun, född den 11 maj 1933 i Lidköping, är en svensk fysiker.
Thun avlade studentexamen 1951, filosofisk ämbetsexamen i Uppsala 1956 och filosofie licentiatexamen 1960. Han promoverades till filosofie doktor 1963. Thun blev docent i fysik vid Uppsala universitet 1962 och universitetslektor 1966. Bland hans skrifter märks Studier av atomkärnans egenskaper och radioaktiva atomkärnors sönderfall (doktorsavhandling 1962).